# Der treue Johannes (Film)
Der treue Johannes oder Die goldene Jungfrau (Originaltitel: Mahuliena, zlatá panna; deutsch: Mahuliena, die goldene Jungfrau) ist ein im Jahr 1986 entstandener Märchenfilm von Miloslav Luther, der auf dem gleichnamigen Märchen der Brüder Grimm basiert. Der von Omnia Filmexport GmbH und Slovenská Filmová Tvorba produzierte Film feierte am 1. Oktober 1987 in der Tschechoslowakei Premiere. Am 1. Dezember 1989 wurde er unter dem Titel Die goldene Jungfrau erstmals im Kino der DDR gezeigt.

## Handlung
Aurus, der Herr des Goldes, zwingt die Menschen am Tag der Sonnenwende all das Gold, das sie über das Jahr durch ihre Arbeit eingebracht haben, an ihn abzuliefern. Andernfalls müssen ihm Menschen geopfert werden. Eines Tages, als Aurus wieder das Gold einsammeln lässt, verweigert ein junger Prinz die Abgabe. Sein Vater, der König, ist darüber erschüttert und stirbt kurz darauf infolge eines Sturzes. Auf dem Sterbebett beauftragt er seinen treuen und ergebenen Diener Johannes damit, auf seinen Sohn zu achten. Außerdem gibt er Johannes eine eiserne Krone, die stets von einem Herrscher auf den anderen vererbt wird. Diese soll er dem Prinzen später geben und ihm ausrichten, dass er nie über die geheime Zauberkraft der Krone sprechen darf; andernfalls würde er in Stein verwandelt werden. Dieser Zauber kann nur durch ein großes Opfer rückgängig gemacht werden. Welche Kraft es ist, kann der König deswegen Johannes nicht verraten.
Der Thronerbe erblickt eines Tages eine Figur der sagenumwobenen goldenen Jungfrau Mahuliena und möchte sie für sich gewinnen. Mit Johannes und sechs weiteren Dienern macht er sich auf den Weg, zieht nach einiger Zeit aber mit Johannes allein weiter. Der Getreue trägt dabei die Krone heimlich bei sich. Unterwegs durchreisen sie auch ein Land, in dem die Einwohner Aurus Menschen abliefern, da Gold wertvoller ist. Die junge Diva ist jedoch über den Herrscher des Goldes erzürnt, da beim letzten Mal ihre kleine Schwester geopfert werden musste. Der Prinz ist nun umso entschlossener, Aurus zu bezwingen. Johannes erkennt während der Reise das Geheimnis der Krone; sie lässt den, der sie aufsetzt, drohendes Unheil erkennen. Dadurch gelingt es ihnen, mehrfach Gefahren zu entgehen und auch Mahuliena aus Aurus Reich zu befreien. Da der Diener aber nie darüber sprechen darf, wird der Prinz ihm gegenüber immer misstrauischer und nach Mahulienas Rettung auch eifersüchtiger. Schließlich versucht er, Johannes in einem Fluss zu ertränken. Dieser offenbart nun das Geheimnis der Krone, verwandelt sich aber wie angedroht in eine Steinstatute und versinkt im Wasser.
Der Prinz kann mir Mahuliena in sein Reich zurückkehren, ist über Johannes’ Schicksal aber verzweifelt. Um den Zauber durch ein großes Opfer rückgangig zu machen, versucht er selbst vergeblich, sich im Fluss zu ertränken. Diva bittet Mahuliena darum, ihn davon abzuhalten. Der Prinz und sie kommen aber zu der Einsicht, dass nur ihr gemeinsamer Tod Johannes retten kann und gehen zusammen ins Wasser. Dadurch wird der Zauber gebrochen und alle Drei kehren ins Leben zurück.

## Unterschiede zur Literaturvorlage
- Der Prinz verliebt sich durch ein Gemälde in die Jungfrau. Sie ist die Tochter eines Drachen
- Johannes und er entführen die Jungfrau im Märchen durch eine List, während der Prinz im Film mit geschlossenen Augen zu ihr gehen muss, damit ihn das Gold nicht verführt.
- Die magische Krone existiert im Märchen nicht, Johannes erfährt von drei Raben von dem drohenden Unheil und der Strafe, wenn er darüber spricht.
- Als Opfer töten der Prinz und seine Frau ihre Kinder, die nach Johannes’ Rettung aber wieder lebendig werden.

## Kritik
„Mit gespenstisch-gruseligen Einlagen garnierte, schwach gespielte Abenteuerunterhaltung, die zusehends verkrampft, so daß sich der tiefere Gehalt jüngeren Kindern kaum erschließen dürfte. Die Schockeffekte verdecken jede märchenhafte Faszination.“